# Gustave Vangu Mambweni
Gustave Vangu Mambweni (Mayombe, 1949 – 11 juli 2007) was een Congolees politicus en auteur van het rapport Vangu, waarin alle Rwandese Hutu-vluchtelingen gemaand werden terug te keren naar Rwanda.
Hij zag het levenslicht in de provincie Beneden-Congo, in Belgisch-Congo (nu: Democratische Republiek Congo). Vangu Mambweni was onder meer hoofdredacteur van de kranten "Le Carrefour" en "Mambenga". 
In de nadagen van de Rwandese Genocide in 1994 stond Vangu Mambweni in de schijnwerpers als voorzitter van de parlementaire groep "Bevolking en Ontwikkeling". Twee rapporten van de parlementaire groep, die de vluchtelingenproblematiek in het oosten van Congo bespreken, dragen zijn naam (Vangu I en Vangu II). In 2000 giet hij de conclusies van de rapporten "Vangu" in een boek, dat als "anti-tutsi" wordt beschouwd.
Tijdens de transitieperiode (1998-2003) was hij viceminister van Buitenlandse Zaken onder president Laurent-Désiré Kabila en politiek en diplomatiek raadgever van president Joseph Kabila. Hij was lid van het college van nationale secretarissen van de PPRD, na de verkiezingen van 2006 de grootste partij in het land.
Vangu Mambweni, een overtuigd aanhanger van de religie van Simon Kimbangu, was al geruime tijd ziek voor hij stierf.